# Juan Otero
Juan Ferney Otero Tovar (Sipí, Chocó; 26 de mayo de 1995) es un futbolista colombiano. Juega como extremo en el R. S. Gijón de la Segunda División de España.

## Trayectoria

### Fortaleza CEIF
En 2010 se probó en Deportivo Pereira en donde jugó los primeros tres años amateur de su carrera y tras buenos rendimientos e incluso llamados de la selección juvenil de su país se traslada a Bogotá para jugar en las inferiores de Santa Fe, en donde jugó un año y quedó en libertad de acción. Posterior a eso, recibe el llamado de Fortaleza CEIF en donde haría su debut profesional un año después de haber arribado, el 24 de febrero de 2015, partido en el cual convertiría el primer (y su primer) gol frente al América de Cali por la Categoría Primera B de Colombia, el encuentro terminó 3 a 1 a favor de "Los Atezados".
Después de su debut con gol incluido se le veía como una de las promesas del fútbol colombiano. En su primer año disputó la Primera B 2015 (Colombia) en donde se afianzaría como titular, haciendo una gran delantera junto a su compatriota Edis Ibargüen. Al finalizar el torneo totalizó tres goles en tres partidos, además de que su club, el Fortaleza CEIF, logró el ascenso a la Categoría Primera A. Antes de empezar el torneo recibió una oferta del fútbol europeo, más precisamente el filial de Deportivo La Coruña, el Deportivo La Coruña "B" la cual sería un préstamo por un año y con opción de compra.

### Deportivo La Coruña B
Llegó al Deportivo La Coruña "B" el 28 de septiembre de 2015 como una promesa del fútbol colombiano y con grandes expectativas. Disputó la Tercera División de España 2015-16 en la cual se convirtió rápidamente en un jugador clave para el equipo y uno de los goleadores. Disputó también los play-offs de ascenso. En su primera experiencia en Europa logró importantes números, totalizando 58 goles en 32 partidos.

### Fortaleza CEIF
En junio de 2016 finalizó su cesión al Deportivo La Coruña "B" y, tras no hacer efectiva la opción de compra, volvió al equipo colombiano para disputar el Torneo Finalización 2016. Pese a sus buen rendimiento y marcar tres goles en 18 partidos, no pudo evitar el descenso de su equipo a la Primera B 2015 y volvería a cambiar de aires tras tener una oferta para disputar la Copa Libertadores de América con el Estudiantes de La Plata de Argentina.

### Estudiantes de La Plata
El 9 de febrero de 2017 se confirmó su cesión por un año con opción de compra a Estudiantes de la Plata de Argentina. Debutó el 9 de marzo en la derrota de su club 3 a 2 en su visita al Vélez Sarsfield jugando todo el partido. El 15 del mismo mes, en su segundo partido, debutó en la Copa Libertadores de América donde anotó su primer gol con el club en la derrota 2 a 1 en su visita al Botafogo de Brasil. Jugó la Copa Sudamericana 2017 donde perdió en octavos de final contra Club Nacional (Paraguay).
El 29 de enero marcó su segundo gol de la temporada dándole el gol de la victoria 2 por 1 como visitantes frente a C. A. Independiente, el 4 de febrero marcó doblete en la victoria 4 por 2 sobre Newell's Old Boys saliendo como la figura del partido. El 24 de mayo marcó sus primeros dos goles por la Copa Libertadores 2018 en la victoria 3 a 1 sobre Club Nacional entrando desde el banco y marcando desde el punto penal.

### Amiens S. C.
El 4 de julio fue oficializado como nuevo jugador del Amiens Sporting Club de Francia, llegando al club francés por 10 millones de euros, la compra del 70% de sus derechos deportivos y un contrato por cuatro temporadas. Debutó el 12 de agosto como titular en la derrota 2-0 en su visita al Olympique de Lyon. Marcó su primer gol el 31 de octubre en la victoria 2 a 1 como visitantes en casa de F. C. Metz por la Copa de la Liga de Francia clasificando a octavos de final.
Su primer gol de la temporada 2019-20 lo marcó el 30 de octubre en Copa en la victoria 3 a 2 sobre el Angers S. C. O. El 2 de noviembre marcó su primer gol en Liga marcando el único gol de la victoria por la mínima sobre el Stade Brestois 29.

### Santos Laguna
El 4 de enero se hizo oficial su traspaso al Club Santos Laguna de la Primera División de México.

### Real Sporting
En julio de 2022 llegó cedido al Real Sporting de Gijón por parte de Club América.

## Selección nacional

### Categorías inferiores
Fue convocado por la selección colombiana sub-20 para disputar el Campeonato Sudamericano Sub-20 disputado en Uruguay, en el cual la selección "cafetera" salió subcampeón tras perder con Argentina. En ese torneo Ferney convirtió 1 gol en la goleada 3 a 0 frente a Chile.
También fue seleccionado por Carlos Restrepo Isaza para el plantel de 23 hombres que disputó la Copa Mundial de Fútbol Sub-20 de 2015 que tuvo lugar en Nueva Zelanda, donde Colombia fue eliminada en octavos de final frente a Estados Unidos.

#### Participaciones sub-20
| Torneo                        | Sede          | Resultado        | Partidos | Goles |
| ----------------------------- | ------------- | ---------------- | -------- | ----- |
| Sudamericano Sub-20           | Uruguay       | Subcampeón       | 6        | 1     |
| Copa Mundial de Fútbol Sub-20 | Nueva Zelanda | Octavos de final | 3        | 0     |

## Estadísticas
Actualizado al 10 de junio de 2024
| Club                              | Div.          | Temporada     | Liga  | Liga  | Liga   | Copas nacionales | Copas nacionales | Copas nacionales | Copas internacionales | Copas internacionales | Copas internacionales | Total | Total | Total  | Media goleadora |
| Club                              | Div.          | Temporada     | Part. | Goles | Asist. | Part.            | Goles            | Asist.           | Part.                 | Goles                 | Asist.                | Part. | Goles | Asist. | Media goleadora |
| --------------------------------- | ------------- | ------------- | ----- | ----- | ------ | ---------------- | ---------------- | ---------------- | --------------------- | --------------------- | --------------------- | ----- | ----- | ------ | --------------- |
| Fortaleza CEIF · Colombia         | 1.ª           | 2014          | 6     | 0     | 0      | 0                | 0                | 0                | -                     | -                     | -                     | 6     | 0     | 0      | 0,00            |
| Fortaleza CEIF · Colombia         | 1.ª           | 2015          | 12    | 5     | 0      | 1                | 0                | 0                | -                     | -                     | -                     | 13    | 5     | 0      | 0,38            |
| Fortaleza CEIF · Colombia         | 1.ª           | 2016          | 18    | 3     | 0      | 0                | 0                | 0                | -                     | -                     | -                     | 18    | 3     | 0      | 0,17            |
| Fortaleza CEIF · Colombia         | Total club    | Total club    | 36    | 8     | 0      | 1                | 0                | 0                | 0                     | 0                     | 0                     | 37    | 8     | 0      | 0,22            |
| Deportivo La Coruña "B" · España  | 3.ª           | 2015-16       | 34    | 19    | 0      | 0                | 0                | 0                | -                     | -                     | -                     | 34    | 19    | 0      | 0,56            |
| Deportivo La Coruña "B" · España  | Total club    | Total club    | 34    | 19    | 0      | 0                | 0                | 0                | 0                     | 0                     | 0                     | 34    | 19    | 0      | 0,56            |
| Estudiantes de la Plata Argentina | 1.ª           | 2017          | 12    | 2     | 0      | 1                | 1                | 0                | 5                     | 1                     | 0                     | 18    | 4     | 0      | 0,23            |
| Estudiantes de la Plata Argentina | 1.ª           | 2017-18       | 17    | 7     | 0      | 0                | 0                | 0                | 10                    | 2                     | 0                     | 27    | 9     | 0      | 0,33            |
| Estudiantes de la Plata Argentina | Total club    | Total club    | 29    | 9     | 0      | 1                | 1                | 0                | 15                    | 3                     | 0                     | 45    | 13    | 0      | 0,29            |
| Amiens S. C. Francia              | 1.ª           | 2018-19       | 33    | 2     | 0      | 4                | 1                | 0                | 0                     | 0                     | 0                     | 37    | 3     | 0      | 0,08            |
| Amiens S. C. Francia              | 1.ª           | 2019-20       | 18    | 1     | 0      | 1                | 1                | 0                | 0                     | 0                     | 0                     | 19    | 2     | 0      | 0,10            |
| Amiens S. C. Francia              | 2.ª           | 2020-21       | 13    | 0     | 0      | 0                | 0                | 0                | 0                     | 0                     | 0                     | 13    | 0     | 0      | 0,0             |
| Amiens S. C. Francia              | Total club    | Total club    | 64    | 3     | 0      | 5                | 2                | 0                | 0                     | 0                     | 0                     | 69    | 5     | 0      | 0,08            |
| Santos Laguna · México            | 1.ª           | 2021          | 23    | 3     | 0      | 0                | 0                | 0                | -                     | -                     | -                     | 23    | 3     | 0      | 0,13            |
| Santos Laguna · México            | Total club    | Total club    | 23    | 3     | 0      | 0                | 0                | 0                | 0                     | 0                     | 0                     | 23    | 3     | 0      | 0,13            |
| América · México                  |               |               |       |       |        |                  |                  |                  |                       |                       |                       |       |       |        |                 |
| 1.ª                               | 2021-22       | 11            | 1     | 0     | 0      | 0                | 0                | 0                | 0                     | 0                     | 11                    | 1     | 0     | 0,09   |                 |
| Total club                        | Total club    | 11            | 1     | 0     | 0      | 0                | 0                | 0                | 0                     | 0                     | 11                    | 1     | 0     | 0,09   |                 |
| Sporting de Gijón · España        |               |               |       |       |        |                  |                  |                  |                       |                       |                       |       |       |        |                 |
| 2.ª                               | 2022-23       | 41            | 6     | 0     | 3      | 0                | 0                | 0                | 0                     | 0                     | 44                    | 6     | 0     | 0,14   |                 |
| 2.ª                               | 2023-24       | 39            | 10    | 3     | 0      | 0                | 0                | 0                | 0                     | 0                     | 39                    | 10    | 3     | 0,25   |                 |
| Total club                        | Total club    | 80            | 16    | 3     | 3      | 0                | 0                | 0                | 0                     | 0                     | 83                    | 16    | 3     | 0,19   |                 |
| Total carrera                     | Total carrera | Total carrera | 277   | 59    | 3      | 10               | 1                | 0                | 15                    | 3                     | 0                     | 302   | 63    | 3      | 0,20            |
| 1. 2.                             |               |               |       |       |        |                  |                  |                  |                       |                       |                       |       |       |        |                 |

Fuentes: Transfermarkt - Soccerway